# San Vito di Fagagna
San Vito di Fagagna – miejscowość i gmina we Włoszech, w regionie Friuli-Wenecja Julijska, w prowincji Udine.
Według danych na rok 2004 gminę zamieszkiwało 1617 osób, 202,1 os./km².